# Командный чемпионат Европы по шахматам 1989
9-й командный чемпионат Европы по шахматам проходил с 23 ноября по 3 декабря 1989 года в Хайфе (Израиль). 28 команд; в составе каждой команды 6 основных и 2 запасных участника. Проводился по швейцарской системе в 9 туров. Участие принимали также женщины: за команду Венгрии выступали Ю. и Ж. Полгар, за команду Швеции — П. Крамлинг.
До 6-го тура лидировали шахматисты Югославии. В 6-м туре команда Югославии встретилась с советскими шахматистами и, проиграв матч — 1 : 5, уступила лидерство. В 7-м туре советские шахматисты, обыграв команду Англии (5 : 1), упрочили своё лидирующее положение и 9-й раз подряд стали чемпионами Европы.

## Финальное положение
- 1. СССР — 36 очков из 54;
- 2. Югославия — 33;
- 3. ФРГ — 31½;
- 4. Финляндия — 31;
- 5—6. Болгария, Румыния — по 30½;
- 7. ЧССР — 30;
- 8—10. Англия, Израиль «А», Франция — по 29½;
- 11—12. Венгрия, Греция — по 29;
- 13—14. Норвегия, Швеция — по 28½;
- 15—16. Израиль «Б», Швейцария — по 27½;
- 17—20. Испания, Польша, Португалия, Турция — по 27;
- 21—22. Италия, Шотландия — по 26½;
- 23—24. Австрия, Бельгия — по 26;
- 25. Ирландия — 23;
- 26. Уэльс — 22½;
- 27. Люксембург — 12½;
- 28. Кипр — 4.

## Составы команд-призёров
| СССР - B. Салов - А. Белявский - Р. Ваганян - М. Гуревич - Б. Гельфанд - Л. Полугаевский - В. Эйнгорн - В. Тукмаков | Югославия - И. Соколов - К. Хулак - Б. Лалич - М. Тодорчевич - B. Ковачевич - Д. Барлов - О. Цвитан - С. Джурич | ФРГ - Р. Хюбнер - В. Горт - Э. Лоброн - Ш. Киндерман - М. Вальс - Й. Хикль - К. Бишофф - С. Мор |

## Лучшие личные результаты по доскам
- 1-я — О. Рене — 6 очков из 9;
- 2-я — K. Хулак и А. Войткевич — по 7 из 9;
- 3-я — Дж. Ходжсон и Е. Гривас — по 6½ из 9;
- 4-й — Й. Хектор — 6 из 8;
- 5-я — Дж. Санна (Италия) — 7 из 9;
- 6-я — М. Лупу и Р. Дьюрхуус — по 7 из 9;
- 1-я запасная — В. Эйнгорн — 5 из 7;
- 2-я запасная — С. Вандерварен (Бельгия) — 5½ из 7.